# Шумськ

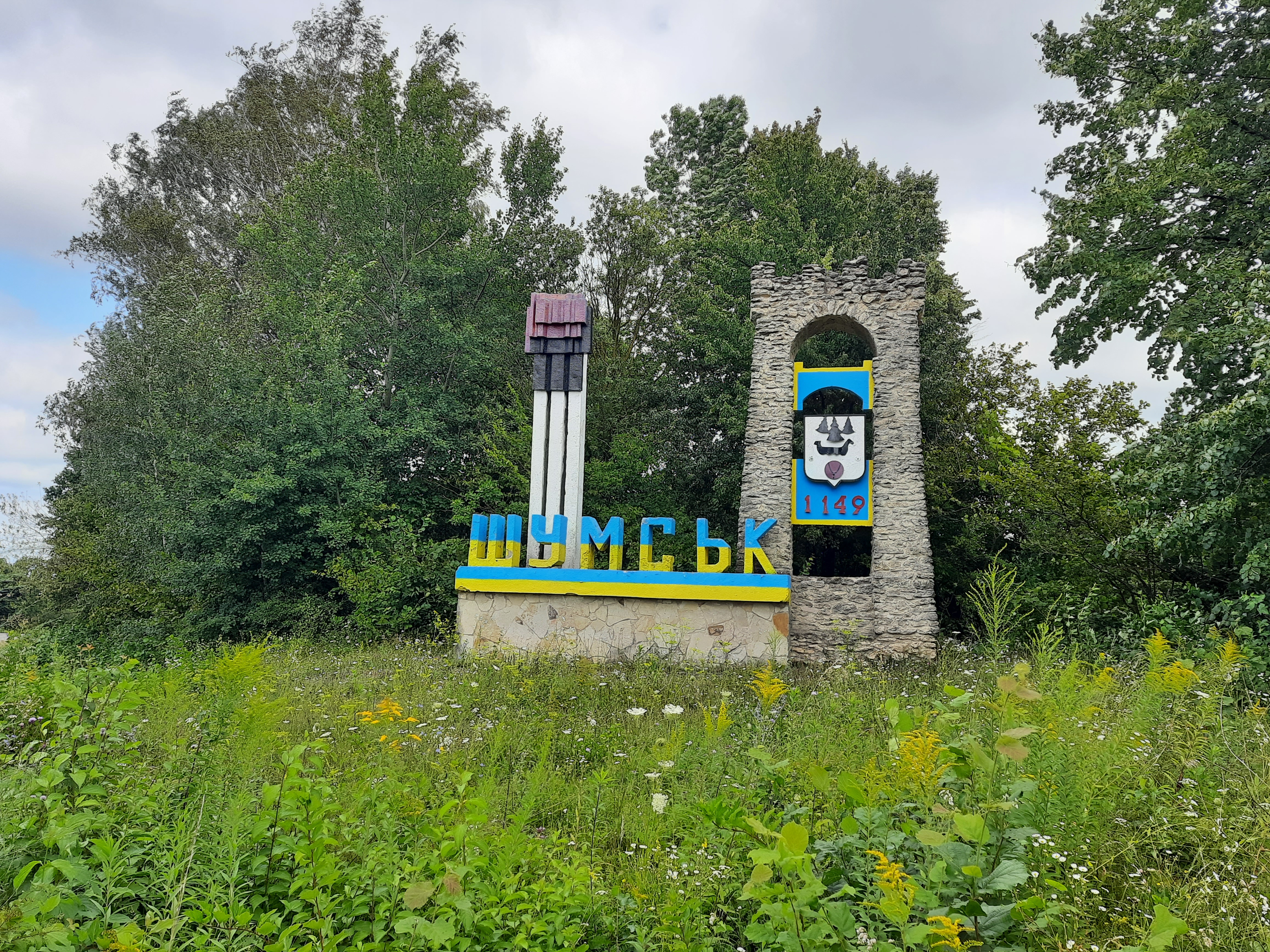
Знак при в'їзді в Шумськ

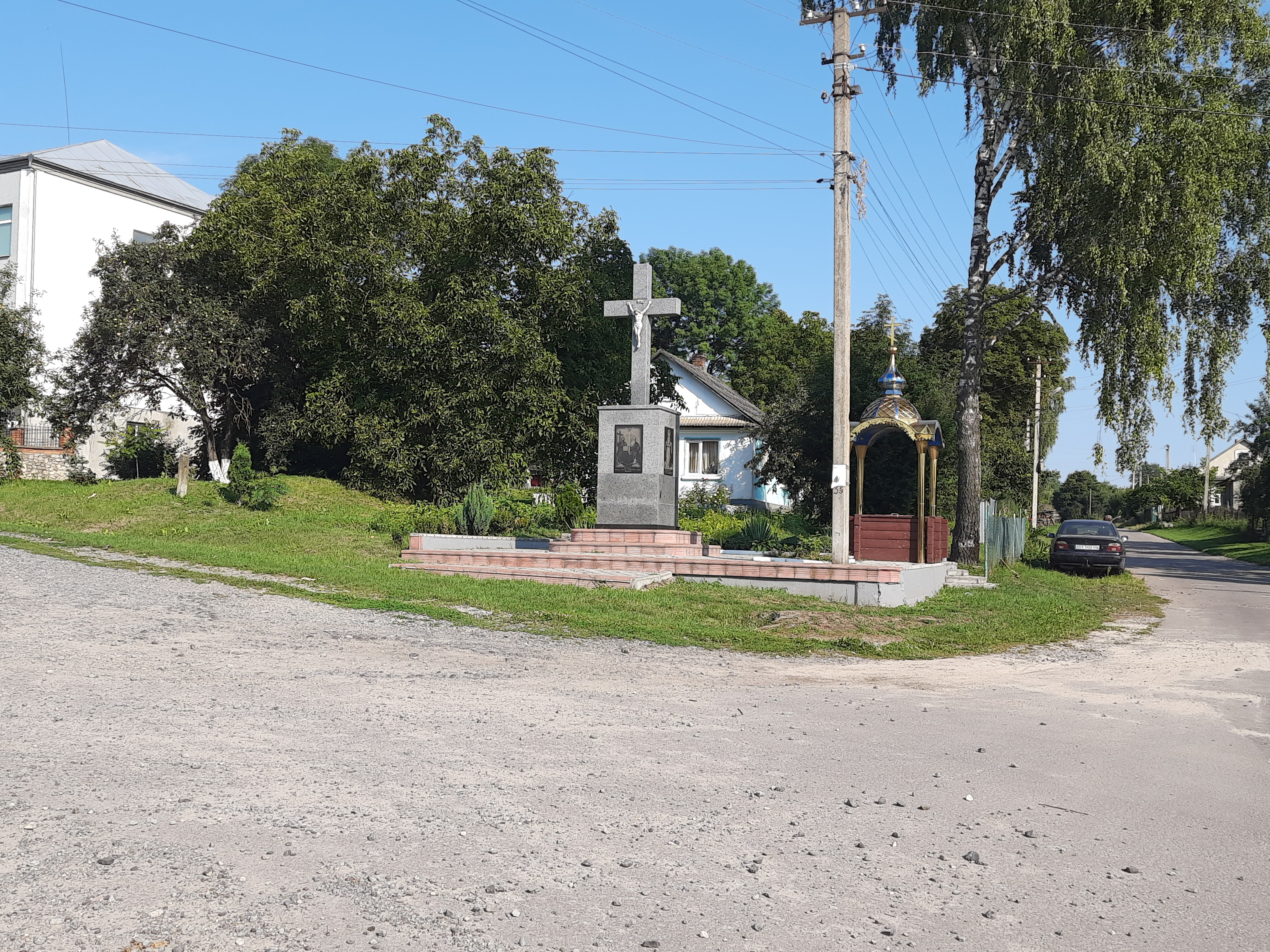
Пам'ятний хрест

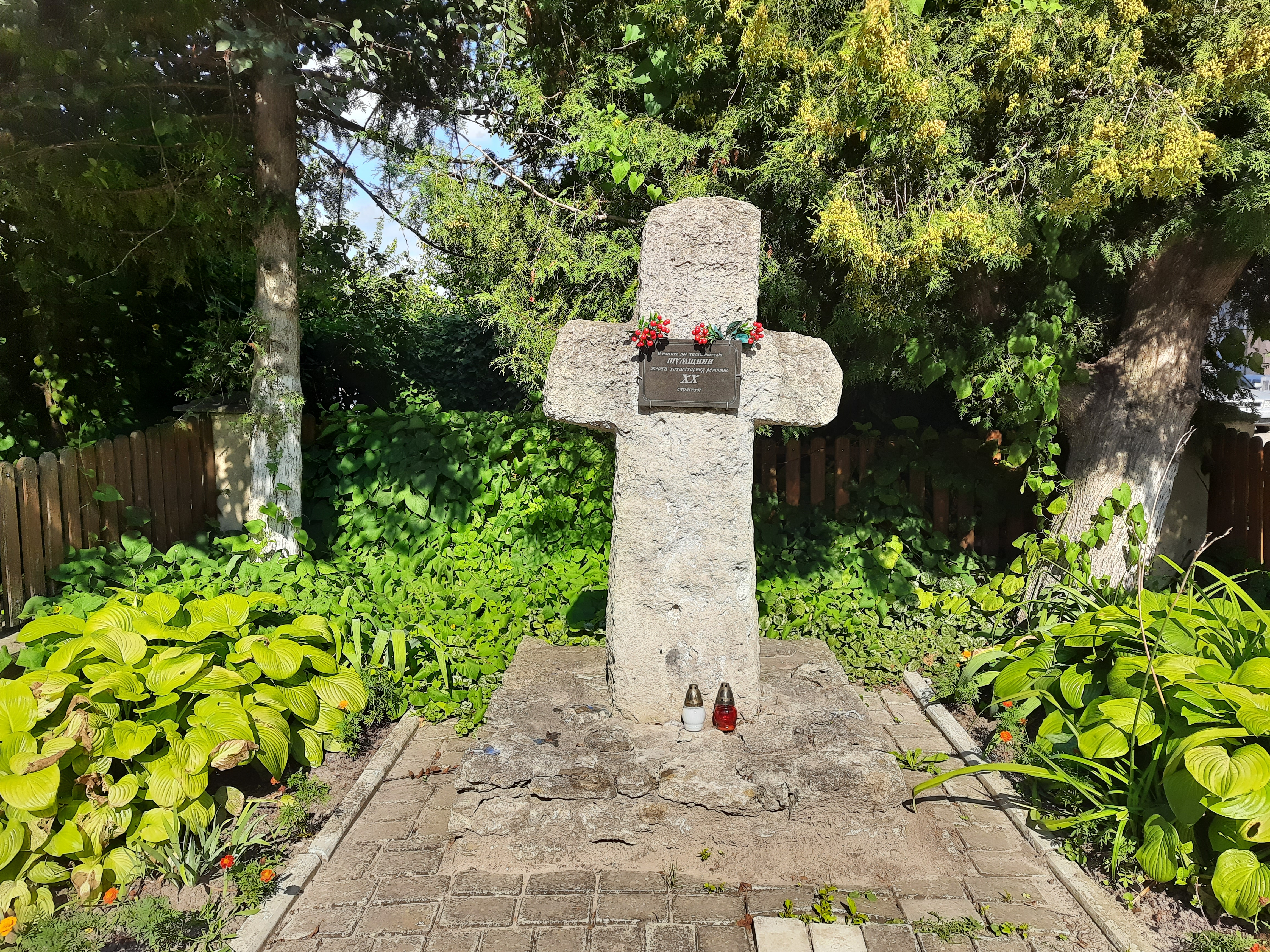
Пам'ятний хрест жертвам тоталітарних режимів

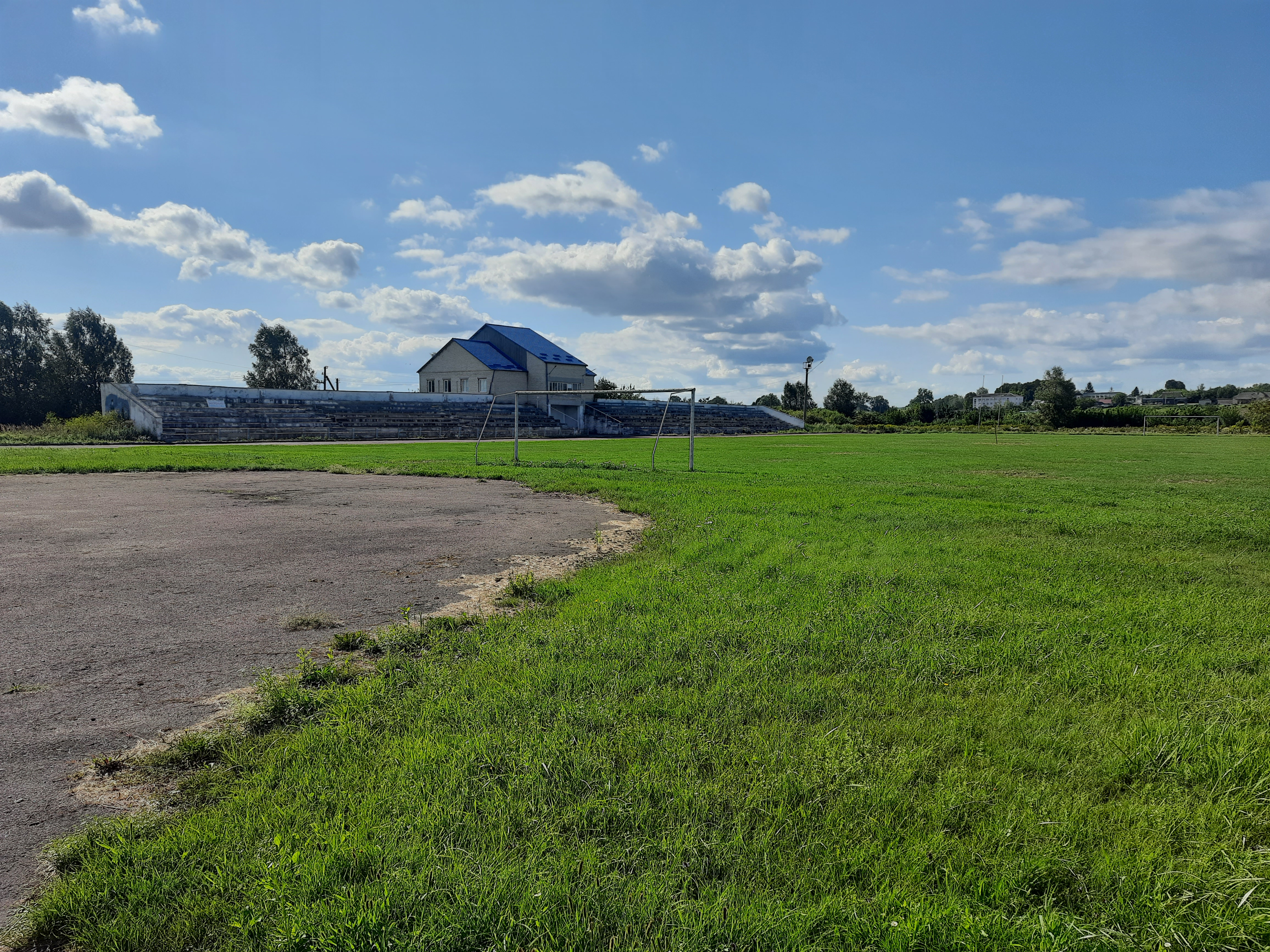
Стадіон

Шумськ — місто у Кременецькому районі Тернопільської області, центр Шумської міської громади. Розміщений на лівому березі річки Кума і правому березі річки Вілії (притоки Горині). Населення міста становить 5,4 тис. осіб. Відстань до Тернополя — 94 км.

## Назва
Назва «Шумське» використовувалася офіційно з 1944 року, коли Шумськ втратив статус міста, але став центром новоутвореного району внаслідок поділу колишнього Кременецького повіту Волинського воєводства Польщі. 17 вересня 1939 року Шумськ як частина Західної України був анексований військами Радянського Союзу внаслідок пакту Молотова — Ріббентропа. Назва «Шумське» ніколи не прижилася і люди продовжували використовувати древню назву Шумськ, яку було відновлено Верховною Радою України у 1999 році на честь 850-річчя Шумська.

## Історія

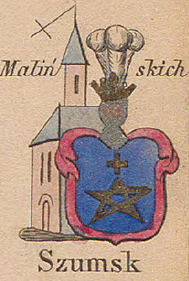
Шумськ на мапі Зигмунда Герстмана

На околиці міста виявлено поселення трипільської культури. Підйомний матеріал (уламки кераміки) зберігається у Кременецькому краєзнавчому музеї. У 1930-х роках археологічну розвідку зробив Олександр Цинкаловський.
Перша письмова згадка про Шумськ міститься в Іпатіївському літописі і датується 1149 роком. На той час він був найбільшим містом південної Погорини, центром волості. У 1199 році став волосним центром Галицько-Волинської держави.
- 31 травня 1223 року в битві на Калці з монголо-татарами загинув Шумський князь Святослав[6] Інґваревич[7]
- 1233 року під Шумськом було розбито угорське військо. Перед битвою князь Данило Романович молився в міському храмі св. Симеона.
- 1259 року в Шумську відбулися мирні переговори Волинського князя Василька Романовича з темником Бурундаєм.
- 1366 року за угодою між Литвою і Польщею Шумськ відходить до Литви. Князем у Шумську став Любарт.[6] Приблизно тоді ж центр міста переміщається з урочища Соснина в район сучасного Майдану Незалежності.

Місто було оточене валами, до яких з півночі та сходу прилягав великий став. Річку Вілію перетинав міст та гребля, нижче якої були два водяні млини. Населення займалося рільництвом, скотарством, полюванням, рибальством, бортництвом, ремеслами.
1513 року великий князь литовський Сигізмунд I Старий видав грамоту на володіння Шумськом старості Крем'янецького замку, українському бояринові Михайлові Богушу Боговитиновичу. Після його смерті в 1527 році сини і внуки поділили місто на дві частини — Шумськ із замком та Пігаси, розміщені на лівому березі Вілії. 1580 року Пігаси виділилися в самостійний населений пункт під назвою Рохманів. Близько 70 років точилася боротьба спадкоємців, внаслідок чого Шумськ далі занепадав і перетворився на невелике містечко.
Після Люблінської унії 1569 року Шумськ потрапив до складу Речі Посполитої. У XVII ст. він перейшов до волинського хорунжого (потім — белзького каштеляна) Данила Єло-Малинського. У липні 1625 року Кременецький земський суд розглядав позов черкаському старості князеві Костянтину Корибуту Вишневецькому та його помічникам за збройний напад та розорення маєтку Данила Єло-Малинського в Шумську.
Власник містечка разом з дружиною — Гальшкою з Велигорів — заснував василіянський унійний монастир при церкві Св. Трійці. За сприяння дідичів було збудоване дерев'яне приміщення монастиря, який, за відомостями польських дослідників, був спалений під час Хмельниччини 1648 року. У 1676 році монастир перейшов до францисканців.
У 1752 році дідичі-брати Станіслав та Олександр Єло-Малинські продали містечко та «Шумський ключ» князеві Михайлові Казимиру «Рибоньці» Радзивіллу.
1868 року в Шумську працювали цегельний, пивоварний, 3 шкіряні заводи, 2 невеликі ткацькі фабрики, де виготовляли полотно. Найбільшим підприємством був винокурний завод. Населення обслуговувала лікарня, відкрита 1874 року, де працювали лікар і акушер. Була аптека.
Після Першої Світової війни (1919) Шумськ захопили польські війська. Шумщина була осередком великого протипольського повстання у жовтні 1919 році. Після всіх воєнних лихоліть 1921 року в місті працювали лише два приватні водяні млини. Більшість населення займалася сільським господарством.
Після анексії СРСР (1939) Шумськ втратив статус міста, але став (1940) центром району. У 40-их роках на околицях Шумська окупаційна радянська влада здійснювала поховання воїнів УПА (їхні могили віднайдені в липні 2018 року). Статус міста було відновлено рішенням Верховної Ради України з нагоди 850-річчя Шумська (1999).
У 2000 році припинила роботу станція очищення стічних вод. Відновлювальні роботи здійснювалися в 2015 році.

## Галерея

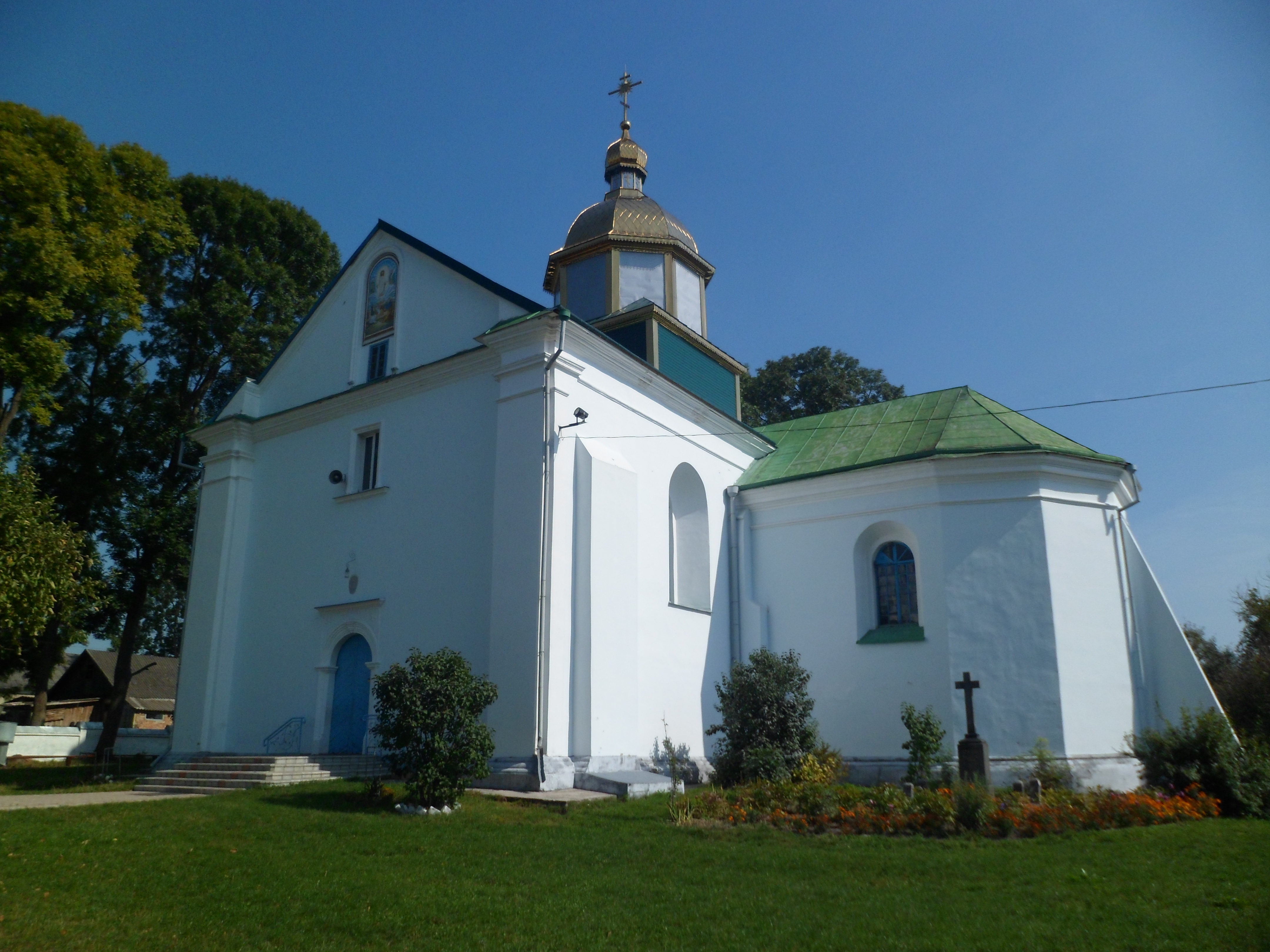
Спасо-Преображенська церква, м. Шумськ
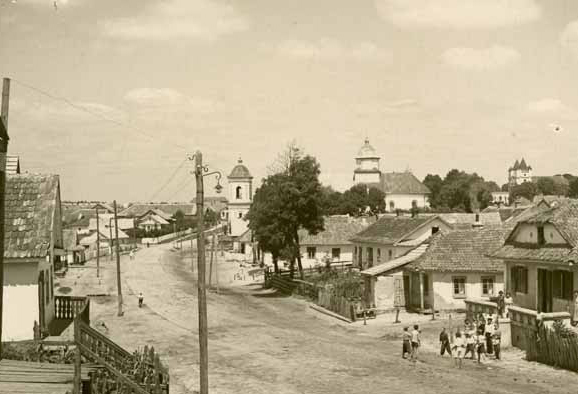
Головна вулиця містечка, 1938 р.
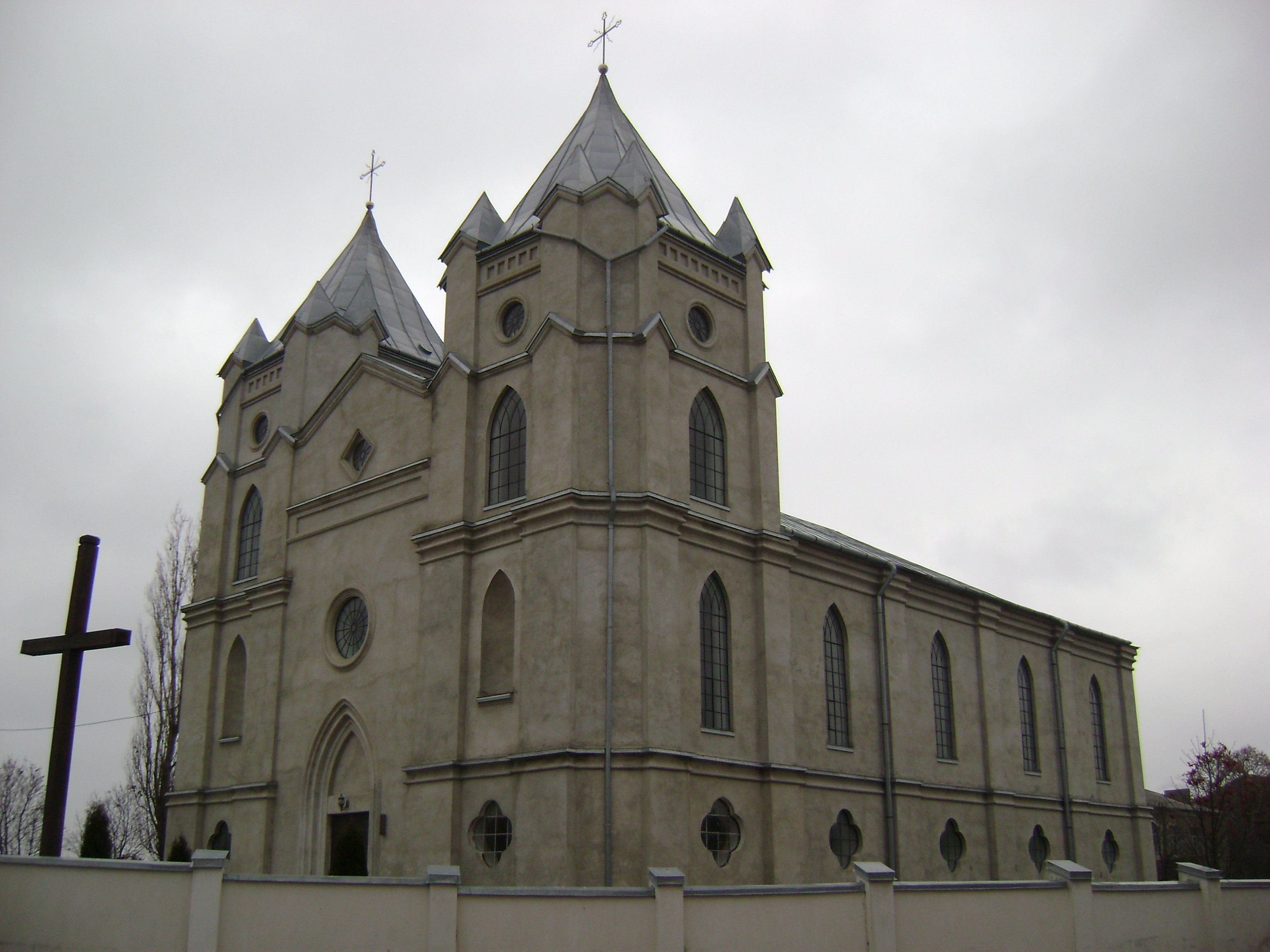
Костел Непорочного Зачаття, Шумськ

## Населення

### Національний склад
Розподіл населення за національністю за даними перепису 2001 року:
| Національність  | Відсоток |
| --------------- | -------- |
| українці        | 97.92%   |
| росіяни         | 1.02%    |
| поляки          | 0.82%    |
| інші/не вказали | 0.24%    |
| Усього          | 100%     |

### Мова
Розподіл населення за рідною мовою за даними перепису 2001 року:
| Мова       | Кількість | Відсоток |
| ---------- | --------- | -------- |
| українська | 4978      | 99.36%   |
| російська  | 26        | 0.52%    |
| польська   | 3         | 0.06%    |
| білоруська | 1         | 0.02%    |
| румунська  | 1         | 0.02%    |
| вірменська | 1         | 0.02%    |
| Усього     | 5010      | 100%     |

## Природно-географічні та кліматичні умови
Шумський район розташований у північно-східній частині Тернопільської області. На півночі район межує з Рівненською областю, на заході — з Кременецьким районом, на півдні — з Лановецьким і Збаразьким районами, на сході — з Хмельницькою областю. Загальна площа району складає 838 кв. км., що становить 6,5 % території області. Географічно район розміщений у лісостеповій місцевості, у зоні з родючими ґрунтами і достатнім зволоженням. Більша частина району належить до Подільської височини, лише північна територія перебуває у зоні Малого Полісся (рівнина з абсолютними висотами 210—220 м, з наявністю боліт і поширенням пісків). Територія району має загальний нахил поверхні у напрямку південного заходу на північний схід. Через Шумщину проходить Кременецьке горбогір'я з абсолютними висотами до 315 метрів. Північний схил Кременецьких гір — крутий, урвищний, сильно розчленований ярами та балками. Над прилеглою рівниною Малого Полісся Кременецькі гори різко вивищуються на 120—130 м. Південний схил поступово знижується і непомітно переходить у Тернопільське плато. Регіон знаходиться поблизу кордону з Польщею, Словаччиною, Угорщиною. Таке розміщення може сприяти активному розвитку на території району виробництв, продукція яких може експортуватися у країни Європи. Разом з тим, у сучасних умовах переходу економіки до ринкових відносин район, маючи відносно високий ступінь забезпеченості трудовими ресурсами, може стати регіоном для вкладення інвестицій іноземних фірм. Місто Шумськ розташоване на правому березі річки Вілія, притоки Горині. Відстань до Тернополя по шосе — 105 км. Населення міста становить 5,4 тис. осіб.

## Транспорт
Через місто проходить автошлях Р26.
Транспортна мережа загального користування експлуатаційна довжина (км):
- залізничних колій — 0,00 км;
- автомобільних доріг — 541,2 км;
- з твердим покриттям — 303,6 км;
- ґрунтових доріг — 237,6 км;
- питома вага автомобільних доріг з твердим покриттям — 56,0 %

## Економіка
У Шумську працюють такі підприємства:
- маслозавод;
- 3 хлібозаводи;
- швейна фабрика СП «Сегеш-Україна»;
- районна друкарня.

## Сировинно-ресурсний потенціал
На території Шумщини поширені гірські породи, що сформувалися та відносяться до «геогенової системи». Це, в основному, піски, вапняки, вуглисті глини, буре вугілля, пісковики. Дані відклади характерні практично для усього району. Лише у межах долини р. Вілія і прилеглих до неї територій поширені відклади «Мезойського віку». Це — піски, пісковики, глини, мергелі, вапняки. Повсюдно на території району залягають четвертні відклади. Вони вкривають більш давні породи і відслоюються у кар'єрах, долинах річок, балках і ярах. Використовуються як сировина для виробництва будівельних матеріалів. Серед корисних копалин району провідне місце належить природним будівельним матеріалам і сировині для їх виробництва. Це — поклади осадкового походження: крейда, кварцові піски, бетонітові глини. Крім цього, у районі є поклади торфу та бурого вугілля. Шумське родовище бурого вугілля входить до складу Кременецького буровугільного району. Розроблялося воно з 1946 по 1950 роки для потреб місцевого населення. На території району відмічено значні поклади родовищ торфу, яке використовується як паливо, а також для потреб сільськогосподарського виробництва. У селі В. Дедеркали віднайдено ділянку, на якій розповсюджена мінеральна вода. Вона є перспективною для подальшого вивчення за гідродинамічною умовою та бальнеологічною цінністю. Одним із основних природних багатств Шумського району є його земельні ресурси. Загальна площа сільськогосподарських земель, що входять до адміністративно-територіальних одиниць району, становить 58 531,9 га. Всього сільськогосподарських угідь — 56 418,7 га, з них: рілля — 40 197,9 га, багаторічні насадження — 2,2, сіножаті — 72,8, пасовища — 13 976,9, перелоги — 8,8 га. Ліси та інші лісовкриті площі — 21 013,0 га, в тому числі лісові землі — 20 408,8 га, чагарники — 604,2 га. Не менш важливим природним багатством Шумського району є водні ресурси. Всього водою зайнято 1093 га. Площа річок становить 155,4 га, 720 га зайнято ставками. Болота у районі займають 273,3 га. Лісові ресурси мають у районі ґрунтово-водоохоронне рекреаційне значення. 20 290 га зайнято лісами, з них 4 727 га — ліси міжгосподарського лісництва. Державних лісництв на території регіону знаходиться три — Суразьке, Волинське, Забарівське, які підпорядковуються Кременецькому держлісгоспу. Надра Шумщини також містять паливні корисні копалини: буре вугілля, торф. Родовище бурого вугілля зосереджено в околицях с. Бриків. На даний час його видобування вважається нерентабельним. Також у районі у наявності такі кар'єри: — 19 піщаних (26,87 га); — 6 глиняних (5,9 га); — 4 крейдяних (10,2 га); — 8 кам'яних (43,42 га); — торфорозробки (460,8 га)

## Освіта і культура
Система закладів освіти міста включає:
- 2 загальноосвітні школи;
- ліцей;
- музичну і спортивну школи;
- професійно-технічне училище № 32;
- інклюзивно-ресурсний центр;
- Центр позашкільної освіти

Осередками культури Шумська (і Шумщини) є:
- міський будинок культури;
- краєзнавчий музей.
- Публічна бібліотека Шумської міської ради

## Пам'ятки
Цікаві місцеві архітектурні та історико-культурні (в тому числі культові) пам'ятки:
- Спасо-Преображенська церква (XVII ст.);
- Церква святих мучениць Віри, Надії, Любові та їх матері Софії (2003)
- Костел Непорочного зачаття Пресвятої Діви Марії;
- старий млин (1905 рік)
- пам'ятник геніальному українському поетові і мислителю Тарасу Шевченку (біля будівлі Шумської РДА). Розташований на вулиці Українській. Встановлений 1999 р. Скульптор — К. Сікорський, архітектор — С. Калашник. Скульптура — тонований бетон, постамент — червоний граніт. Скульптура — 2,8 м, постамент — 1,5 м.[14][15]

## Відомі люди

### Князі Шумські
- Василько Ярополчич (бл. 1151 — 1182) — у 1168—1180 роках
- ймовірно, Ізяслав Ярославич (пом. 1195), з 1180 року
- Інгвар Ярославич
- Святослав Інгварович (пом. 1223) — бл. 1220—1223
- Ярослав Інгварович (пом. після 1229) — 1223—1227.[16]

### Дідичі
- Станіслав Єло-Малинський — підчаший галицький, онук Данила, фундатор будівництва в 1715 році мурованого костелу францисканців у Шумську,[17] син Казимира, нащадків не мав
- Антоній Єло-Малинський (?—1724) — син Олександра, брата Станіслава, чесник волинський, дружина — Зузанна Скаршевська[18]

### Народилися
- Генрик Геллер — музичний теоретик та скрипаль
- Гершель Роман — генетик
- Сергій Борейко — художник, член Спілки художників УРСР (1955)[19]
- Андрій Ільків — трубач, лавреат міжнародних конкурсів
- Світлана Декар — примадонна сербської опери
- Тарас Савчук — журналіст, редактор, дизайнер, контент-менеджер, громадський діяч. Член НСЖУ[20]. Координує діяльність провідних сайтів Тернопільщини: «Новини Тернопільщини»[21], «Місто», «Голос», низки всеукраїнських сайтів (з 2014).
- Сергій Синюк— український письменник
- Лев Кальтенберг — польський письменник
- Костянтин Іґельстром — організатор виступу Литовського піонерного батальйону в грудні 1825 року.
- Микола Урбанський(1966-2024) —український військовослужбовець, учасник російсько-української війни[22][23][24]
- Михайло Урбанський (нар. 1972) — український фотохудожник.

### Поховані
- Процюк Василь (Кропива) — керівник штабу куреня «Крука» (Климишин Іван) (1943), організатор і керівник старшинської та підстаршинської шкіл на Шумщині, командир сотні, куреня, начальник штабу групи УПА-Південь (1943—1944); на Старому цвинтарі.